# Château de Sully-sur-Loire
Château de Sully-sur-Loire (francoska izgovorjava [ʃɑto də syli syʁ lwaʁ]) je grad, spremenjen v veličastno gosposko rezidenco v občini Sully-sur-Loire, Centre-Val de Loire, Francija.
Grad je bil sedež vojvode de Sullyja, Maximiliena de Béthunea (1560–1641), francoskega ministra kralja Henrika IV. in kasnejših vojvoda Sully. To je château-fort, pravi grad, zgrajen za nadzor enega redkih območij, kjer je bilo mogoče prečkati Loaro.

## Zgodovina

### Lega izvirne postavitve
Château de Sully Sur Loire leži na južni strani v naravnem prehodu reke Loare, ob sotočju Loare in reke Sange. V reko severno od južne točke prehoda so bili 3 združeni otoki, ki so bili potopljeni le v najhujših poplavah Loare. Na teh treh otokih je bil zgrajen Chateau of Sully. Severozahodni otok je zdaj zajet z glavno trdnjavo, jarek, ki je potekal med njim in jugozahodnim otokom, je zdaj zasut. Ta jugozahodni otok ima notranje dvorišče z obrambnimi stolpi, galerijami in kasnejšimi rezidencami. Zunanje dvorišče, ki zavzema vzhodni otok, je bilo urejeno in, čeprav je zdaj prazno, je v zgodovini vsebovalo različne stavbe. Nasipi, ki obdajajo dvorec in mesto, so bili zgrajeni v poskusu omejitve škode zaradi poplav; dvorec je bil prvotno odprt proti Loari. Severno od prečkanja leži vas na majhni gomili Saint Père; na jugu na drugem griču je nekdanja župnijska cerkev Saint Germain, oba pa sta dovolj visoka, da sta zaščitena pred poplavami. Cerkev Saint Germain je bila oporišče pristanišča in vasi Sully, ki je nadzorovala križanje več poti.

### Prva zgodovinska omemba
Na tej točki ni dokazov o rimskem ali galskem prebivališču, toda v Bonnieju, malo severno, so ostanki pomembne galoromanske naselbine. Kasneje se omenja prehodna točka med vikinškimi vdori v 9. st. [Ref]. Hkrati se omenjajo Lords of Sully. Prve omembe v dokumentaciji opredeljujejo castrum soliacense leta 1102, opis, ki označuje stavbo in družino z določenim statusom. Trdnjava pri Sullyju je njihova najbolj severna posest. Drugi sta bili okoli Solonge in Berryja.

### Kasnejša zgodovina
Obširno dokumentiran incident leta 1218 v zvezi s previsokimi davki s strani Gospoda je povzročil, da je kralj Filip Avgust zasegel gospostvo in zgradil valjasto trdnjavo na zunanjem dvorišču neposredno pred Gospodovo trdnjavo (kjer glavna trdnjava še vedno stoji). To je bila običajna kraljeva strategija. Sully je moral plačati nadomestilo svojemu suzerenu, škofu Orleansa in kralju povrniti ceno stolpa, preden je lahko ponovno pridobil svoj naslov. Trdnjava je imela tudi lasten jarek in obrambo ter se je pridružila cerkvi Saint Ythier na zunanjem dvorišču, ki je bila zgrajena v 11. stoletju skupaj z drugimi nedefiniranimi samostanskimi in domačimi stavbami.

### Prvi zapisi
Zapisi so se začeli pojavljati v 14. stoletju zaradi ukaza Karla V. gospodom in mestom, naj obnovijo in popravijo svojo obrambo po miru v Bretignyju. Kralj je zagotovil denar za to delo med letoma 1357 in 1360, zaradi česar so bili prejemki v stavbnem fondu povečani. Poleg tega je leta 1363 na tem območju prišlo do katastrofalne nevihte, ki je poškodovala mesto, trdnjavo in most.
Poplavljanje Loare in njena navada, da se dviga vzdolž rek Sange in Ru d'Oison (ki teče zahodno od mesta in se pri sotočju združi z reko Sange) je pomenilo, da so vzdolž Loare, pred trdnjavo in Sange, zgradili nasipe. Ru d'Oison je bila odprta zahodno od mesta v rezervoar, ki je bil tudi založen z ribami. Tu so proti mestnemu obzidju postavili nasipe. Obe reki sta se spustili v mlinsko reko, ki je bila postavljena dolvodno od trdnjave in pod mostom Sully. Most je bil do leta 1363 uničen, ostal je le del, ki poteka od mestnih vrat do nasipov. Sange in Oison sta tekli pod njim, da bi dosegli mlinsko reko in Loaro.
Trdnjava je bila opisana kot utrdba na severozahodnem otoku, poškodovana v neurju in potrebna dela, ograja s palisadami, ki je obkrožala jugozahodni otok s kamnitim vhodnim stolpom, ki je nadzoroval prehod na vzhodno zunanje dvorišče (enako ali starejše različica te, ki je zdaj prisotna) ter utrdba Fillipa in cerkev sv. Ythierja, oboje na zunanjem dvorišču. Omenjajo se tudi hlevi, delovne lope, peči in drugi gospodarski objekti. Leta 1377 je bila zgrajena lesena stanovanjska stavba, leta 1382 pa je bil zgrajen še en obrambni stolp proti mestu (dejanska lokacija ni znana). Leta 1383 so na zunanjem dvorišču zgradili dva vogalna stolpa. Nazadnje so otoke povezali z dvižnimi mostovi, okoliške palisade pa so se razširile čez jarke, da bi jih združile skupaj. Obstajala sta dva dostopna mostova, prvi: duhovniški most od zunanjega dvorišča do mesta in drugi od zunanjega dvorišča do posesti gorvodno, ki je potekala med Loaro in Sange, pozneje vrtovi.

### Nov bivalno-obrambni grad
Guy de La Trémoille se je poročil z zadnjo preostalo iz rodbine Sully, Marie de Sully, princeso Boisbelle, in odkupil posestvo, potem ko ga je prevzela krona, ko je umrl zadnji moški gospodar. Z začetkom leta 1395 je začel graditi novo utrdbo, obkroženo s štirimi stolpi in vhodom, obrnjenim proti jugu, obkroženim z dvema stolpoma, ki sta vsebovala dvižni most čez notranje dvorišče. Umrl je leta 1396 v križarski vojni v Nikopolisu. Njegova žena Marie je dokončala utrdbo, čeprav dva zahodna stolpa nista bila nikoli dokončana in sta ostala prazna.
Leta 1401 je Marie prenovila tudi 'hišo' znotraj kompleksa, za katero se domneva, da je bila zgrajena leta 1377 in se zdaj imenuje Petit Chateau, ki stoji med vhodnim stolpom in stolpom Sange na notranjem dvorišču.

### Jurij in Ivana Orleanska
Sin Guya de La Trémoïlla, Jurij, je bil komornik in ljubljenec Karla VII. Junija 1429 je v Sullyju gostil kralja in Ivano Orleansko, ko sta izvedla akcijo za ponovno zavzetje premostitvenih točk Loare, v Meungu 14./15. junija in Beagencyju 17. junija ter se odpravljala proti Gienu.
Ivana se je marca 1430 za kratek čas vrnila k Sullyju: do takrat so jo pozorno opazovali, ko je z napadom na Pariz prekinila premirje med Karlom in Burgundci po njegovem kronanju julija 1429 v Reimsu. Pridružila se je Karlu v Sully Sur Loire marca v družinskem gradu svojega glavnega nasprotnika Georgea de La Trémoillea. Odšla je brez soglasja kralja in bila ujeta na poti v Compiegne 23. maja 1430.

### Maximilien de Béthune
Claude de La Trémoille se je spreobrnil v hugenotsko vero in se boril v vojski kralja Henrika IV. Francoskega (takrat Henrika Navarskega). Leta 1602 je posestvo prodal Maximilienu de Béthunu. Vojvoda, znan kot Grand Sully, je bil tudi hugenot, pa tudi tesen prijatelj in zaveznik Henrika. Leta 1606 ga je Henrik imenoval za 1. vojvodo Sullyjskega. Verske vojne tistega časa so Maximiliena naredile previdnega: katoliško cerkev St. Ythien (v ruševinah od leta 1586, ko je bil uničen tudi duhovniški most) je dal v mestu odstraniti in ponovno zgraditi. Povečal je obrambo notranjega dvorišča z novim topniškim stolpom: Tour Béthune, na jugozahodu, pri čemer je uporabil ruševine obstoječega stolpa iz leta 1363. Zgrajene so bile tri nove kamnite galerije, ki so nadomestile lesene palisade, ki so povezovale tri stavbe: ohranjene Tour de Bethune in Petit Chateau v dveh nadstropjih. Prav tako je postavil Petit Chateau, povečal park in okrepil nasipe Loare, zlasti po posebej močni poplavi leta 1608, ko so ga morali rešiti, ko je bil v svoji delovni sobi v utrdbi. Kljub večji predelavi obrambe pred poplavami nekaj let prej, ko je bila vzpostavljena nova dostopna cesta, ki je potekala vzdolž nabrežja Loare in čez jarek na zunanje dvorišče s severa. Most čez jarek še vedno stoji. Iztok Sange in Oison je bil blokiran na mostu Loare in uničen je bil mlin. Iztok so nato prenesli gorvodno od na novo urejenih vrtov.
Henrik IV. ni nikoli obiskal dvorca, toda Mazarin in Ana Avstrijska sta se tja zatekla marca 1652 med Frondo, francosko versko vojno. Turenne je ostal tukaj istega leta, preden je porazil Grand Condéja v bitki pri Bléneauju. Dvorec je bil oblegan julija 1621, Maks I. je le občasno živel v Sullyju.  Obstajali sta samo dve nadaljnji obdobji razvoja: 1622-1623 in 1638-1639. Leta 1638 se je Maks I. za stalno naselil v gradu, da bi vodil tiskanje svojih spominov, znamenitega Ekumenskega kralja. Grad je v 17. stoletju prešel na potomce Maksa I., preden je leta 1729 prešel na bratranca, ko je takratni vojvoda Maks VI. umrl brez naslednika
Kasneje, leta 1716 in ponovno leta 1719, je dvorec dal zatočišče Voltairu, ko je bil izgnan iz Pariza, ker je užalil regenta Filipa, vojvodo Orléanskega. Pod vojvodo Armandom je bilo leta 1715 zgrajeno veliko krilo, ki je povezovalo utrdbo z vhodnim stolpom. Kasnejša dela 18. stoletja so vključevala gradnjo druge stavbe leta 1715, verjetno krila Ludvika XV., ki je nadomestilo vzhodno galerijo med obrambno-bivalnim gradom in Petit Chateau. Jarek med trdnjavo in notranjim dvoriščem je bil prav tako zasut. Leta 1717 je bil uničen stolp kralja Fillipa, leta 1767 tudi hlevi, s čimer je bilo pod vojvodo Maxom Alexisom očiščeno zunanje dvorišče. Dvižni most z notranjega na zunanje dvorišče je leta 1779 nadomestil kamniti most.

### Uničenje v revoluciji
Vojvoda Maks VIII. (1784-1807) je naveden kot gospodar med revolucijo v Franciji. Z občinskim odlokom je moral uničiti obrambo dvorca. To je obsegalo uničenje dveh stolpov, obrnjenih proti vzhodu (Tour de Loire in Terrine) glavne utrdbe. Ostale stolpe so odprli pod mašikulami in jih v notranjosti popolnoma odstranili, vključno s tlemi. Uničena je bila tudi zahodna stena galerije, s čimer je bilo razkrito notranje dvorišče. Kot je bilo običajno v času, ko so grobnice gospodov odpirali in ponovno pokopavali v anonimnih grobovih, so trupla Maksa I. in njegove žene leta 1793 premaknili.

### Obnova
Leta 1808 je Sullyju prinesla novo vejo družine de Bethune z materjo Maxa VIII. Alexandrine, ki je nadzorovala posestvo 1807-1808 pred bratrancem. Eugene, grof de Bethune Sully je pridobil posestvo. Naslov se je še naprej spreminjal, saj ni bilo neposrednih linij in leta 1868 je posest dobil Evgen II. Od leta 1869 do svoje smrti leta 1908 je Eugene II. izvajal popravila in nadgradnje stavb. Obstaja sklicevanje na posodobitev notranjosti v postavitvi in dekoraciji, čeprav ni jasno, ali so bila na novo postavljena okna in vrata narejena na tej točki ali če so bila narejena, ko je bilo 100 let prej zgrajeno krilo Ludvika XV. Vsekakor je bila škoda na utrdbi zaradi revolucije popravljena in stolpi obnovljeni z ustreznimi okni.

### Katastrofe in vojna
Leta 1908 je umrl Eugenov sin Max in izgubil je zanimanje za grad. Leta 1918 je naključni požar uničil krilo Ludvika XV., pri čemer je ostala le lupina. Čeprav je bila leta 1923 pokrita z novo streho in okni, notranjost ni bila nikoli obnovljena. Leta 1928 je bila stavba uvrščena na seznam zgodovinskih spomenikov. Dvorec je bil poškodovan zaradi bombardiranja v letih 1940 in 1944, čeprav je bil med vojno uporabljen kot poveljstvo nemškega generalštaba, ko je bilo veliko pohištva odstranjenega. Leta 1962 je bil dvorec po smrti vnukinje Evgena II. Mahaut Marie prodan lokalnemu svetu Loireta, ki ga je velik del obnovil in odprl za javnost.

## Grad danes
Zunanje dvorišče
Danes je tam dva metra visok kip iz belega carrarskega marmorja, ki predstavlja prvega vojvodo Sullyjskega, Maximiliena de Béthunea. Figuro je prvotno za grad Villebon leta 1642 izdelal Pierre II. Biard v imenu Rachel de Conchefilet. Prikazuje ministra Henrika IV., ki nosi lovorov venec in drži maršalsko palico.
Grajske stavbe
Stavbe so združene okoli notranjega dvorišča z ozko galerijo na jugu - tako imenovano Galérie d'Agréement - dveh nadstropij in strme strehe iz 17. stoletja ter kurtine na zahodu iz 19. stoletja. Vse zgrajene v peščenjaku so strehe pokrite s skrilavcem.
8: Vhodno poslopje
Kamnit obokan most na zahodni strani Zunanjega dvorišča vodi do kvadratnega vhodnega stolpa iz 15. st. Njegova tri nadstropja se dvigajo na kvadratnem tlorisu in jih zaključuje upognjena štirikapna streha. Na dvoriščni strani ima stavba ozek, peterokoten stopniščni stolp s petimi nadstropji. Nad obokanim vhodom je viden grb družine de Béthune.
9: Petit Chateau
Južno od portalnega stolpa je Petit Château, trinadstropna stavba s strmo streho. Njegovo zgornje nadstropje ima prsobran na kamniti konzoli na severovzhodni fasadi. V pritličju stavbe je nekdanja delovna soba Maximiliena de Béthunesa, medtem ko je v prvem nadstropju mogoče obiskati njegovo spalnico. Oba prostora sta bila obnovljena v drugi polovici 20. stoletja in prikazujeta stavbni fond 18. stoletja. Poslikani stropi s tramovi segajo v 16. stoletje.
7: Krilo Ludvika XV.
Severno od portalnega stolpa je neopremljena dvonadstropna stavba s strmo streho, imenovana krilo Ludvika XV. in meji na njegovem severnem koncu na bivalno-obrambni grad. Krilo je leta 1918 po nesreči pogorelo in leta 1923 ponovno zgradilo, kot osnovno lupino le 2 nadstropij (bila so 4).
 10 & 11: Tour d'Artillery in Tour de Béthune 
Na južnem vogalu dvorišča stoji povezava med zahodno kurtino in južno galerijo Tour d'Artillerie (topniški stolp), ki svoje ime dolguje uporabi kot ploščad za topove. Okrogli stolp ima pet metrov debele stene in zunanji premer 15 metrov. Zgrajen leta 1606 na mestu starejšega stolpa iz leta 1363, je vedno imel samo eno nadstropje z ravno streho, ki je bila prvotno uporabljena za namestitev topov.
Južni konec Petit Châteauja se povezuje z visokim okroglim stolpom s štirimi nadstropji in stožčasto streho. Njegovo sedanje ime, Tour de Béthune, je v spomin na Maximiliena de Béthune, prvotno se je imenovalo Tour de la Sange. S premerom dvanajst metrov ima na podstrešju konzolni okrogli prsobran in mašikulirane vrste in je iz leta 1440.
 3: Bivalno-obrambni grad 
Grad s konca 14. stoletja je najstarejši ohranjeni del grajskega kompleksa. Ima tri nadzemne nivoje, ki jih zaključuje dvokapna streha. Na vsakem od štirih vogalov stavbe velikosti 39 x 16 metrov je štrleči štirinadstropni okrogel stolp s premerom 11,50 metra. Samo vzhodna vogalna stolpa še kažeta prvotno obliko. Četrto nadstropje, okronano z upognjeno stožčasto čelado, ima štrleče obzidje z majhnimi okni, mašikulami in strelnicami. Dva zahodna vogalna stolpa nimata četrtega nadstropja; medtem ko ima severozahodni stolp ploščato stožčasto čelado, je jugozahodni popolnoma brez strehe. Vsem je skupno, da imajo ozke spiralne stopnice in njihova tla nimajo obokanih stropov, ampak ravne lesene strope. Do trdnjave, imenovane tudi Grand Château, se dostopa prek pritličnega vhoda na južni strani. Nekdaj je bil vhod dostopen le po dvižnem mostu, saj je bila utrdba z dvorišča dodatno zaščitena z danes zasutim jarkom. Vrata na zahodni in vzhodni strani obdajata dva ozka okrogla stolpa, v vzhodnem je stopnišče v tri nadstropja, medtem ko je v pritličju zahodnega stolpa kapela. Zgornje nadstropje utrdbe ima konzolni prsobran s strelnicami na vseh straneh, čeprav je tisto na zahodu rudimentarno. Notranjost utrdbe in njeni stolpi so bili v svojem življenju močno spremenjeni. V notranjosti so vse tri etaže s pregrado razdeljene na zahodno 300 m² veliko dvorano in nekoliko manjši salon na vzhodni strani. V pritličju je stražarnica, ki ima kasetiran lesen strop, delno poslikan z zlatom, na vzhodu pa muzejski prostor in trgovina.
V drugem nadstropju je Velika dvorana, ki je večkrat služila kot gledališče. Njen dimnik na jugovzhodni steni je iz 15. stoletja in ima stensko poslikavo v zgornjem kaminu, ki prikazuje grad Rosny. Vzhodno od velike dvorane je tako imenovana obredna soba, spalnica vojvod Sullyjev s flamsko tapiserijo in stropom iz lesenih tramov v italijanskem slogu ter tapetami v modrem damastu.
V južni steni so za lesenim opažem skrita težka železna vrata iz 16. stoletja, ki vodijo v majhno delovno sobo v prvem nadstropju zahodnega stolpa v vhodni stavbi. Prvotno se je od tam upravljal dvižni most, kasneje je prostor služil kot delovna soba in nato kot zakladnica grajske gospode. Danes je tam oratorij s kopijo grobnice Maximiliena de Béthunea in njegove druge žene Rachel de Conchefilet, v kateri so posmrtni ostanki para. Tretje, 16 m visoko nadstropje gradu je znano predvsem po izjemnem strešnem nosilcu, imenovanem Grand Galetas. Kostanjevo pohištvo ima obliko ladijske kobilice, obrnjene na glavo, in danes ostaja brez črvov ali drugih termitov brez uporabe kemičnih sredstev. Velja za veliko mojstrovino srednjeveškega mizarstva in je eden redkih primerkov, ki so v celoti ohranjeni iz tistega časa. Dobro stanje strešnega nosilca je delno posledica posebnega načina obdelave uporabljenega lesa, ki izvira iz ladjedelništva. Po postavitvi v slano vodo so les več let sušili in obdelali z galunom. Poleg tega je nenavadna konstrukcija strešnega nosilca zagotovila trajno in dobro zračnost nosilcev, tako da ti še danes ne potrebujejo sodobnega posega za njihovo ohranitev. Z umetnostnozgodovinskega vidika velja poleg tramov omeniti serijo tapiserij iz 17. stoletja. Šest stenskih tapiserij iz pariške delavnice, imenovane Tenture de Psyché, prikazuje mit o Psihi in so jih hranili v Rosny-sur-Seine do marca 1994.
 Vrt in park 
25 ha velik vrt leži vzhodno od zunanjega dvorišča, do katerega vodi kamnit most. Simetrične gredice nekdanjega baročnega vrta pa niso več ohranjene. Namesto tega je območje zdaj skoraj v celoti zasedeno z drevesi, samo poti, kažejo na prvotno postavitev.
Francosko ministrstvo za kulturo je Château de Sully-sur-Loire uvrstilo med zgodovinske spomenike. Zdaj je last departmaja Loiret in je bil deležen številnih obnovitev. Vsako leto junija gosti festival klasične glasbe. Dvorec vsebuje številne tapiserije (vključno s kompletom šestih iz 17. stoletja, Tenture de Psyché), slike Sullyjevih prednikov in dedičev ter pohištvo iz sedemnajstega stoletja. Tukaj je tudi grob Sullyja in njegove druge žene.

## Zaščita
Grad je bil leta 1928 uvrščen med zgodovinske spomenike; njegov park in njegova gospodarska poslopja so bila registrirana leta 19445. Za javnost je bila odprta od leta 1933.
Omejuje vzhodni del doline Loare in ga je Unesco leta 2000 uvrstil na seznam svetovne dediščine.
Grad nosi tudi oznako Maison des Illustres.